# ドメニコ・ディ・カルロ
ドメニコ・"ミンモ"・ディ・カルロ（Domenico "Mimmo" Di Carlo,1964年3月23日- ）は、イタリア・ラツィオ州カッシーノ出身の元サッカー選手、現サッカー指導者。現役時代のポジションは守備的MF。

## 経歴
出身地のレアル・カッシーノにてプロ選手としてのキャリアをスタート。下部リーグでのプレーを続け、1990年にセリエC1のヴィチェンツァ・カルチョに移籍し、中心選手となった。セリエC1からセリエAへの昇格に続き、フランチェスコ・グイドリン監督の下でコッパ・イタリア優勝(1996-97)、カップ・ウィナーズ・カップ準決勝進出を果たした。
現役引退後、サッカー指導者としての実績を積む。2004年から率いたACマントヴァでは、セリエC2からセリエC1への昇格、更にセリエB昇格を達成。2007年にセリエAのパルマFCの指揮官となるも、成績不振のため2008年3月に解任された。2008年11月、ジュゼッペ・イアキーニの後任としてACキエーヴォ・ヴェローナ監督に就任。最下位のチームを再建し残留に導くと、翌2009-2010シーズンはジャンピエロ・ピンツィら戦力を活用し、安定して勝ち点を積み重ねた。シーズン終了後に退団、UCサンプドリア指揮官に就任。しかし、UEFAチャンピオンズリーグはプレーオフで敗退。リーグ戦も低迷し、2011年3月に解任された。2011年6月、再びACキエーヴォ・ヴェローナ監督に就任したが、翌2012年10月に解任される。2014年12月8日、セリエAで降格圏に沈むACチェゼーナの新指揮官に就任したが、クラブはセリエB降格を免れることはできず半年で退任した。2015年11月23日、セリエBのスペツィア・カルチョと2017年までの契約を結んだ。

## 監督成績
2021年9月21日現在
| クラブ                 | 国           | 就任           | 退任          | 記録 | 記録 | 記録 | 記録 | 記録 | 記録 | 記録 | 記録   |
| クラブ                 | 国           | 就任           | 退任          | 試   | 勝   | 分   | 敗   | 得   | 失   | 差   | 勝率   |
| ---------------------- | ------------ | -------------- | ------------- | ---- | ---- | ---- | ---- | ---- | ---- | ---- | ------ |
| マントヴァ             | イタリアの旗 | 2003年7月1日   | 2007年6月11日 | 177  | 79   | 63   | 35   | 219  | 148  | +71  | 044.63 |
| パルマ                 | イタリアの旗 | 2007年6月12日  | 2008年3月10日 | 28   | 5    | 10   | 13   | 33   | 46   | −13  | 017.86 |
| キエーヴォ・ヴェローナ | イタリアの旗 | 2008年11月4日  | 2010年5月26日 | 69   | 21   | 19   | 29   | 73   | 78   | −5   | 030.43 |
| サンプドリア           | イタリアの旗 | 2010年5月26日  | 2011年3月7日  | 38   | 9    | 13   | 16   | 36   | 48   | −12  | 023.68 |
| キエーヴォ・ヴェローナ | イタリアの旗 | 2011年6月9日   | 2012年10月2日 | 49   | 17   | 13   | 19   | 49   | 60   | −11  | 034.69 |
| リヴォルノ             | イタリアの旗 | 2014年1月21日  | 2014年4月21日 | 14   | 3    | 3    | 8    | 20   | 31   | −11  | 021.43 |
| チェゼーナ             | イタリアの旗 | 2014年12月8日  | 2015年6月6日  | 24   | 3    | 7    | 14   | 25   | 48   | −23  | 012.50 |
| スペツィア             | イタリアの旗 | 2015年11月23日 | 2017年6月30日 | 81   | 32   | 27   | 22   | 82   | 70   | +12  | 039.51 |
| ノヴァーラ             | イタリアの旗 | 2018年2月5日   | 2018年6月10日 | 18   | 3    | 8    | 7    | 16   | 22   | −6   | 016.67 |
| キエーヴォ・ヴェローナ | イタリアの旗 | 2018年11月13日 | 2019年5月13日 | 27   | 2    | 11   | 14   | 16   | 47   | −31  | 007.41 |
| ヴィチェンツァ         | イタリアの旗 | 2019年6月1日   | 2021年9月22日 | 77   | 32   | 22   | 23   | 108  | 91   | +17  | 041.56 |
| 合計                   | 合計         | 合計           | 合計          | 602  | 206  | 196  | 200  | 677  | 689  | −12  | 034.22 |

## タイトル

### 現役時代
パレルモ
- セリエC2：1987-88

ヴィチェンツァ
- コッパ・イタリア：1997

### 指導者時代
マントヴァ
- セリエC2：2003-04